# Coelogyne motleyi
Coelogyne motleyi är en orkidéart som beskrevs av Robert Allen Rolfe, J.J.Wood, D.A.Clayton och Chu Lun Chan. Coelogyne motleyi ingår i släktet Coelogyne, och familjen orkidéer. Inga underarter finns listade i Catalogue of Life.